# Karpatenduitsers
Karpatenduitsers (ook: Zipserduitsers, van het toponiem Zips (Slowaaks: Spiš)), is de naam van een groep Duitstaligen die voornamelijk aanwezig zijn op het grondgebied van Slowakije.

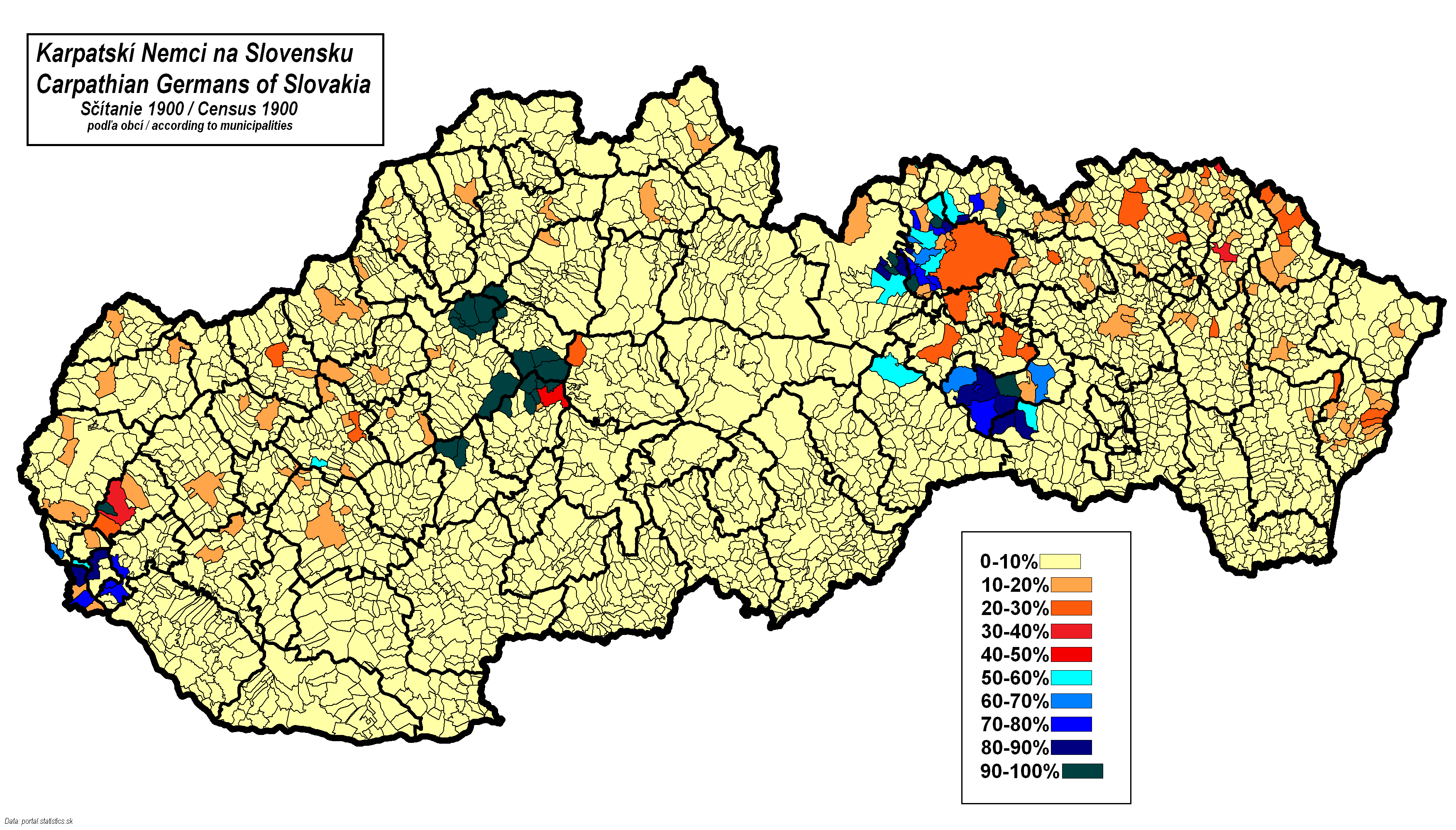
Verspreiding van de Karpatenduitsers in Slowakije omstreeks 1900.

## Middeleeuwen
Duitsers koloniseerden het Karpatengebergte in Slowakije vanaf het westen, tot de regio Maramureș (Roemenië) in het oosten. Deze kolonisatie vond plaats van de 11e tot de 15e eeuw, vooral vanaf 1241 na de invasie van de Mongolen en de Tataren. Niettemin waren er vermoedelijk reeds eerder kleine geïsoleerde nederzettingen in Bratislava en omgeving. De Duitsers werden toentertijd binnengehaald door de koningen van Hongarije, die op zoek waren naar bekwame en gemotiveerde werkers zoals houthakkers, timmerlieden en mijnwerkers. De Duitsers waren immers specialisten in mijnbouwtechnieken: zij ontwikkelden bijvoorbeeld de mijnkar op rails en werkten meestal op markten en in mijnen. In Slowakije lagen de belangrijkste verspreidingsgebieden in de buurt van Bratislava (Duits: Pressburg) en in Spiš, evenals in Špania Dolina en Banská Štiavnica.
De kolonisten van de regio Spiš stonden bekend als de Zipser Sachsen of Spiš Saksen. Tot de 15e eeuw bestond de heersende klasse in de meeste Slowaakse steden vrijwel uitsluitend uit Duitsers.
De Duitsers van Bratislava, Špania Dolina en Banská Štiavnica waren voornamelijk katholiek, terwijl die van Spiš en Maramureș (Roemenië) overwegend protestant waren.

## Habsburgse monarchie
Ten tijde van de heerschappij der Habsburgers waren er in de 18e en de 19e eeuw van regeringswege initiatieven om de Karpatenduitsers en de Slowaken om te vormen tot Hongaren. Desalniettemin hadden beide groepen in de 19e en de 20e eeuw nog steeds onderwijs in de eigen taal.

## Eerste Tsjecho-Slowaakse Republiek (1920-1938)
Gedurende het bestaan van de Eerste Tsjecho-Slowaakse Republiek streden bij de verkiezingen een aantal specifieke etnische partijen om de vertegenwoordiging van de Karpatenduitsers te bekomen, op gemeentelijk en nationaal niveau.

## Eerste Slowaakse Republiek (1939-1945)
In 1938-1939, toen de Slowaakse satellietstaat van het Deutsches Reich werd opgericht, ging men op autoritaire wijze over tot de vervanging van de lokale partijen door de Deutsche Partei: één enkele nazi-partij onder leiding van een plaatselijke "führer". Op 26 oktober 1938 werd binnen de Slowaakse regering een staatssecretariaat opgericht voor de behartiging van de belangen van de Duitse nationale groep in Slowakije. De twee functies, DP-führer en staatssecretaris, werden vervuld door dezelfde persoon: Frans Karmasin. De DP kreeg twee en vervolgens drie afgevaardigden in het Slowaakse parlement.

## Tweede Tsjecho-Slowaakse Republiek (1945-1948)
Aan het einde van de Tweede Wereldoorlog leed de Duitse minderheidsbevolking in Tsjecho-Slowakije onder het feit dat ze voorheen door de Duitse bezetter was ingezet voor de belangenbehartiging van Nazi-Duitsland. Degenen die -vóór de komst van het Sovjet-leger of het Roemeense leger- niet waren gevlucht of weggevoerd door de Duitse autoriteiten, verloren hun Tsjecho-Slowaaks staatsburgerschap.
Tussen half november 1944 en 21 januari 1945, werd (op initiatief van Adalbert Wanhoff en na voorbereidingen door het bisdom van de Duitse Evangelische Kerk) het merendeel van de Duitsers uit Spiš geëvacueerd naar Nazi-Duitsland of Sudetenland (regio Sudeten). De Duitsers uit Bratislava werden in januari en februari 1945 na lang uitstel geëvacueerd. De Sovjet- en Roemeense legers arriveerden op 4 april 1945 in Bratislava.
Nadat de vijandelijkheden beëindigd waren keerde een derde van de Duitse uitgeweken personen of voortvluchtigen terug naar Slowakije. Doch in 1946 en 1947 werden op grond van de bepalingen van het Akkoord van Potsdam ongeveer 33.000 mensen uit Slowakije verdreven, terwijl er slechts ongeveer 20.000 in Slowakije konden blijven wegens bijzondere omstandigheden zoals gemengde huwelijken, verzet tegen rekrutering door de nazi’s, enzovoort. Van de ongeveer 128.000 Duitsers in Slowakije in 1938 waren er in 1947 nog maar 20.000 (16%). Na de installatie van het communistische regime emigreerden in de loop der jaren nog 14.000 Duitsers naar West-Duitsland, zodat er in 1989 minder dan 6.000 van hen in Slowakije bleven.

## Tweede Slowaakse Republiek (sedert 1993)
Vanaf 2004 genoten de personen van Duitse afkomst in Slowakije wederom al hun politieke rechten. De meest prominente persoon uit deze groep is Rudolf Schuster, die president van Slowakije was van 1999 tot 2004.
Teneinde tradities van Karpatenduitsers in stand te houden, werd met dat doel een vereniging opgericht. Sinds 2005 bestaat dienaangaande in Bratislava een klein museum.

## Taal
Het isolement van de Karpatenduitse taal  ten opzichte van de gestandaardiseerde Duitse taal heeft ertoe geleid dat er in Slowakije veel Duitse dialecten bestaan. Niettemin zijn vele hiervan met uitsterven bedreigd.